# 阿巴卡羅維奇·阿帕迪·貝拉
阿巴卡羅維奇‧阿帕蒂‧貝拉（1888年12月15日—1957年3月21日）是一位匈牙利畫家和平面藝術家。1920年，他的作品首次展出。20世纪30年代末，他前往圣安德烈定居，並最終在當地去世。